# Bodo Bittner
Bodo Bittner (ur. 5 lutego 1940 w Berlinie, zm. 23 września 2012 w Splicie) – niemiecki bobsleista. Brązowy medalista olimpijski z Innsbrucku.

## Kariera sportowa
Reprezentował barwy RFN. Zawody w 1976 były jego jedynymi igrzyskami olimpijskimi. Startował w czwórkach i zajął trzecie miejsce - pilotem boba był Wolfgang Zimmerer.